# Kodik
Kodik is een bestuurslaag in het regentschap Pamekasan van de provincie Oost-Java, Indonesië. Kodik telt 739 inwoners (volkstelling 2010).